# Jak kochać się z Murzynem, żeby się nie zmęczyć
Jak kochać się z Murzynem, żeby się nie zmęczyć (fr. Comment faire l'amour avec un nègre sans se fatiguer) – francusko-kanadyjska komedia z 1989 roku w reżyserii Jacques’a W. Benoit. Film powstał na podstawie powieści Dany’ego Laferrière'a pod tym samym tytułem.
Światowa premiera filmu miała miejsce w lutym 1989 roku.

## Obsada
- Maka Kotto jako Bouba
- Antoine Durand jako François
- Roberta Weiss jako Letteratura
- Myriam Cyr jako pani Suicida
- Susan Almgren jako pani Duras
- Nathalie Coupal jako pani Disincantata
- Marie-Josée Gauthier jako pani Mistica
- Alexandra Innes jako pani Oh Mio Dio
- Dominique James jako pani Osiris
- Isabelle L'Ecuyer jako Rousse
- Tracy Ray jako pani Guili-Guili
- Nathalie Talbot jako pani Bicicletta
- Patricia Tulasne jako pani Femminista